# Кройцкирхе (Ганновер)
Кройцкирхе (нем. Kreuzkirche) то есть Церковь Святого Креста — лютеранская церковь в городе Ганновер, столице Нижней Саксонии, Германия. Одна из трёх исторических церквей старого города, наряду с частично разрушенной церковью Святого Эгидия и Рыночной церковью. Здание церкви построено в 1333 году в готическом стиле. Как и две вышеупомянутые церкви, Кройцкирхе была разрушена во время бомбардировки июля 1943 года, но восстановлена в упрощённых формах в 1959—1961 годах. Церковь является одной из достопримечательностей города и входит в пешеходный туристический маршрут «Красная нить».

## История
В 1284 году по ходатайству герцога Оттона Сильного часть прихода Рыночной церкви Святых Георга и Якоба в Ганновера была выделена в новую общину. Для нужд созданного прихода была сооружена церковь Святого Духа, которая была пристроена к одноимённой больнице, располагавшейся на перекрестке Кнохенхауэрштрассе и Шмидештрассе. Спустя несколько десятилетий эта церковь уже не вмещала всех прихожан, и был заложен фундамент для строительства нового просторного храма Святых Духа и Креста. К 1333 году была построена однонефная, четырёхпролетная готическая церковь из песчанника с крестовыми сводами и хорами, освещение которой состоялось 18 апреля того же года во второе воскресенье по Пасхе. В 1496—1497 годах к северному нефу была пристроена кирпичная часовня Святой Анны с крутой двускатной крышей и готическим ступенчатым фронтоном.
В 1533 году, после принятия в Ганновере Реформации, Кройцкирхе стала первой церковью в городе, где была проведена лютеранская проповедь. В 1560 году, чтобы удовлетворить возросшую потребность прихода, церковь была значительным образом расширена. В 1594 году Клаус фон Мюнхгаузен построил в церкви каменную кафедру в стиле архитектуры Возрождения, которая простояла там до 1658 года, после чего была перенесена в церковь города Лауэнау.
В ноябре 1630 года сильный ураган повалил готический шпиль церкви, который при падении обрушил церковные своды, разбил орган и часть амвона. В 1652—1653 годах по инициативе и при финансовой поддержке купца Иоганна Дуве шпиль был перестроен в барочном стиле. Эта благотворительная деятельность позволила ему построить для себя богато декорированную усыпальницу у южных хоров церкви. В 1758 году была установлена новая подвесная кафедра, выполненная придворным скульптором Иоганном Фридрихом Цизенисом из дерева. В 1822—1823 годах оставшиеся со средневековья церковные артефакты и богослужебные атрибуты были проданы, либо уничтожены, в результате чего из древних предметов осталась только купель для крещения, сохранённая при посредничестве ганноверского коллекционера Бернхарда Хаусмана.

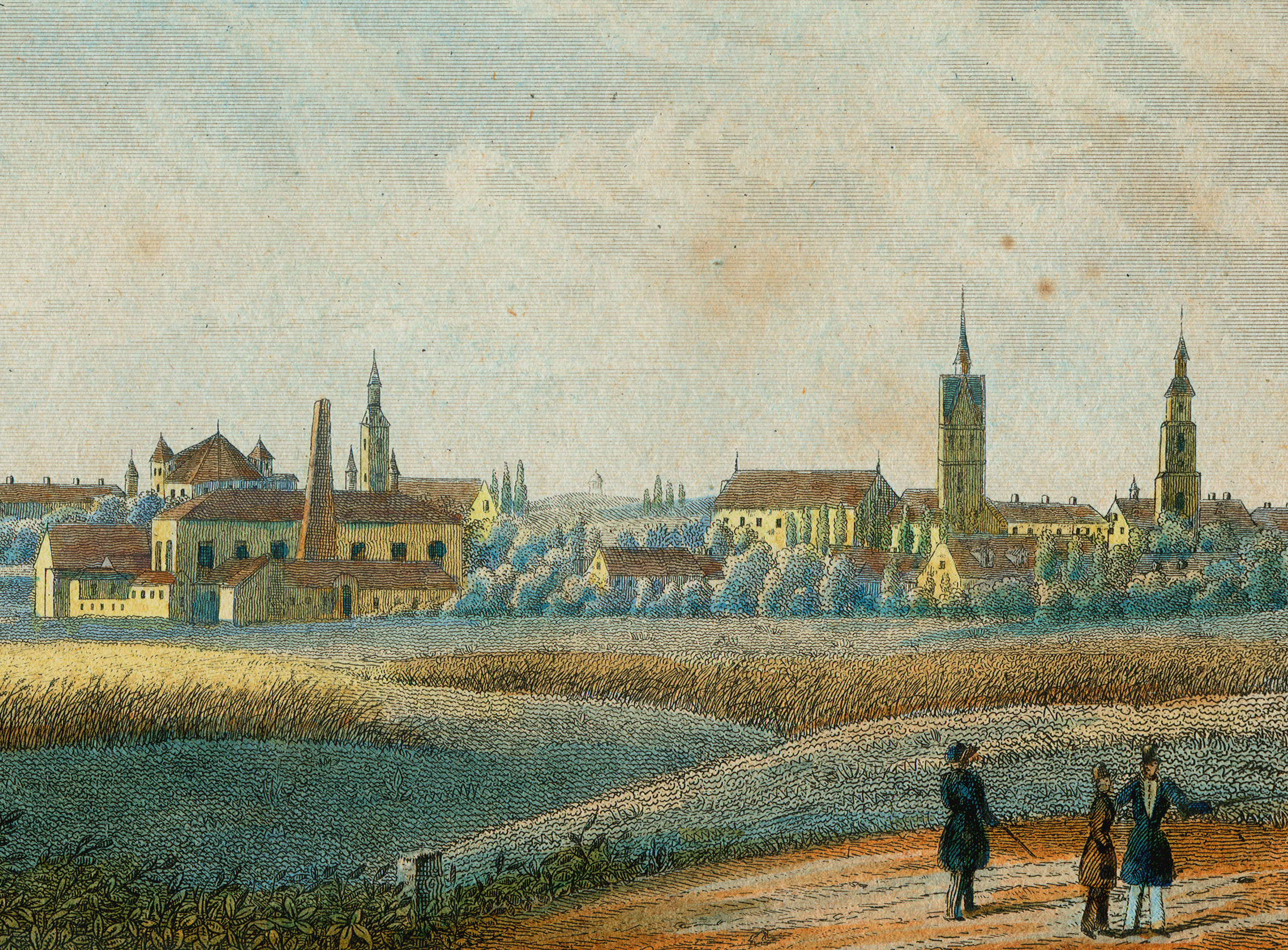
Кройцкирхе (крайняя справа) на гравюре 1830-х
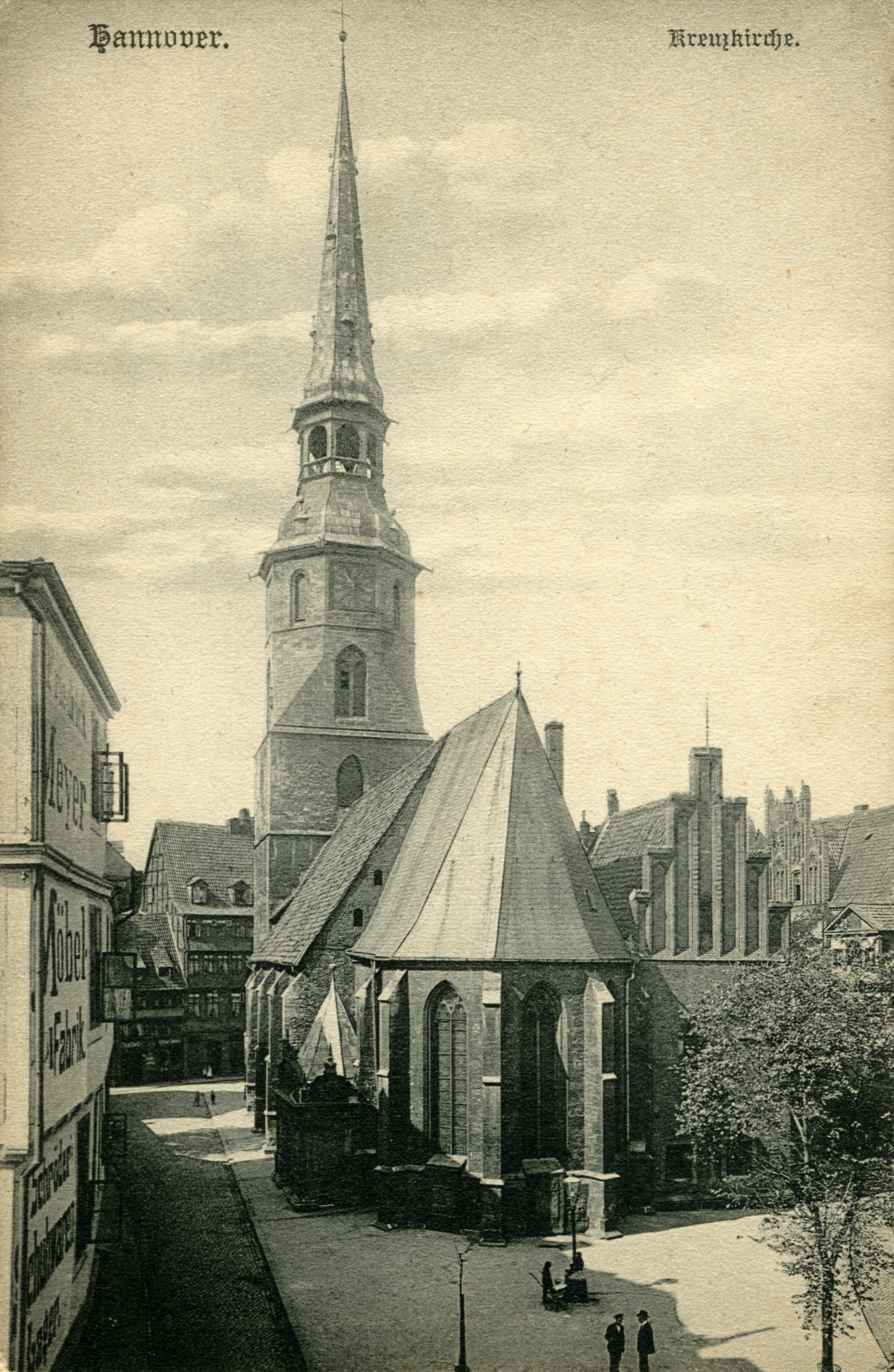
Кройцкирхе ок. 1900
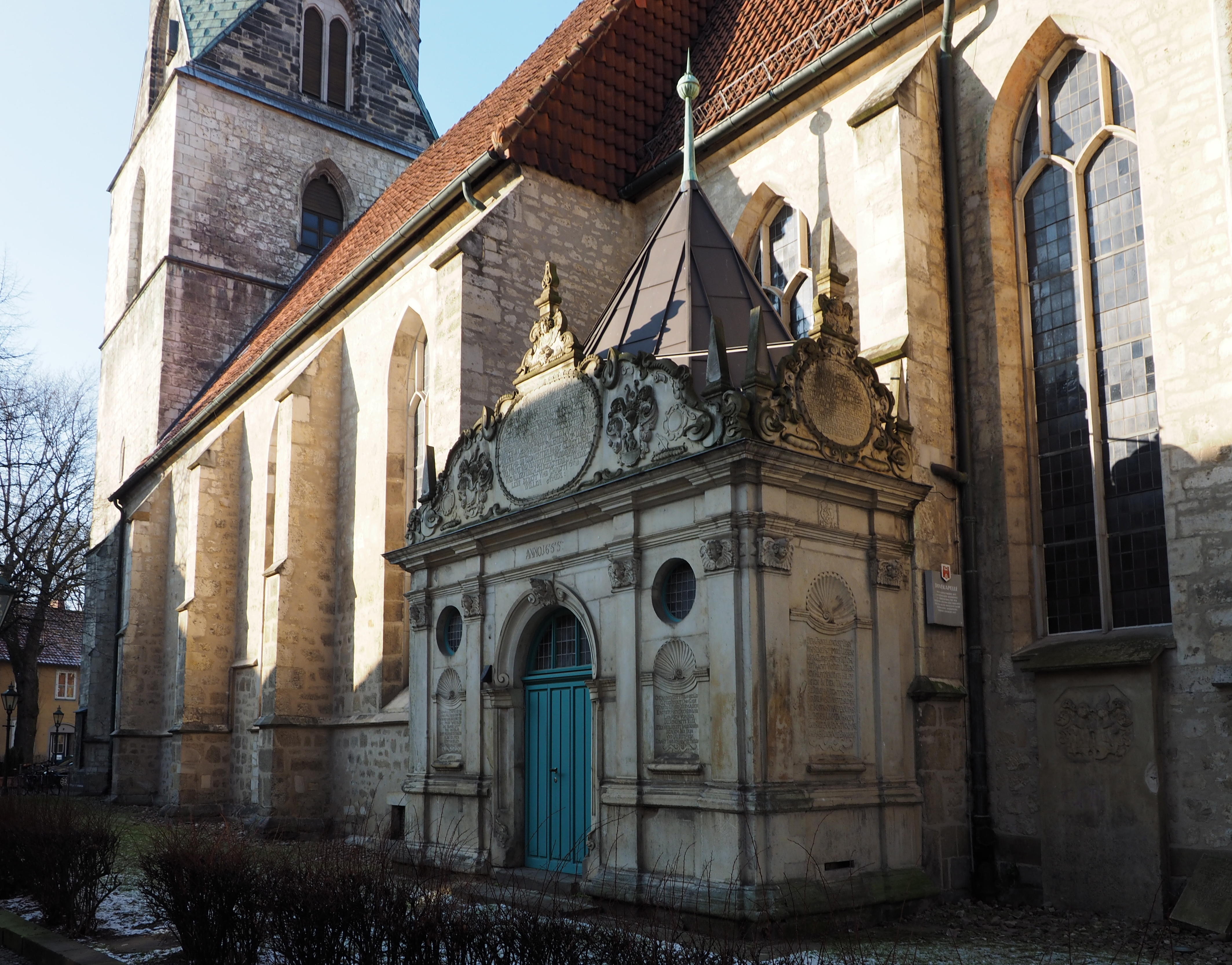
Усыпальница Иоганна Дуве

Во время Второй мировой войны, в результате авианалета военно-воздушные сил Великобритании и США в июле 1943 года, Кройцкирхе была серьёзно повреждена — обрушились своды и шпиль, и была разрушена часовня. В 1959—1961 годах по проекту архитектора Эрнста Витта церковь была восстановлена в упрощённых формах. В 1960 году в Кройцкирхе переместился приход Замковой церкви Ганновера, которая после разрушения в 1943 году так и не была восстановлена. С того времени церковь стала официально именоваться Замковой и городской церковью Святого Креста (нем. Schloß- und Stadtkirche St. Crucis). В 1961 году с северной стороны к церкви, на месте бывшей часовни Святой Анны, была пристроена небольшая ризница, в которой сербская православная община Святого Саввы совершала богослужения до 1995 года.
В 1982 году, в результате сокращения общей численности верующих, приходы Кройцкирхе, церкви Святого Эгидия и Рыночной церкви были объединены в один. В течение многих лет богослужения в Кройцкирхе по воскресеньям в основном организует Протестантская студенческая община (нем. Evangelischen Studierendengemeinde). Церковь является местом проведения образовательных мероприятий, экскурсий и концертов.

## Архитектура

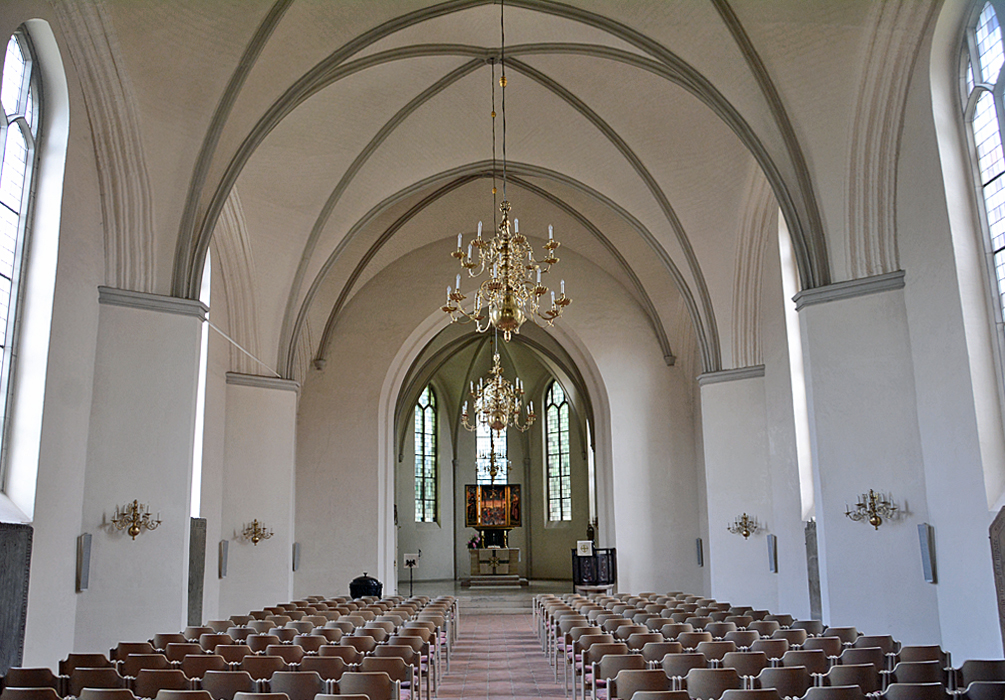
Интерьер церкви

Кройцкирхе представляет собой здание длиной 23 м и шириной 6,5 м. Высота нефа составляет около 10 м, а колокольни — около 70 м. Интерьер Кройцкирхе прост. Основным украшением церкви является алтарная картина Лукаса Кранаха Старшего, написанная не позже 1537 года, и изображаемая сцену распятия в центре, и святых Александра и Фелицату Римских по бокам. Восьмиугольная бронзовая купель датируется 1410 годом и, вероятно, была изготовлена в Хильдесхайме. Три люстры, отлитые из латуни в XVII—XVIII веках, до 1943 года висели в церкви Святого Эгиди, но были вывезены от туда с началом бомбардировок для сохранения.
Художественное и историческое значение имеют две средневековые надгробные плиты, изначально находившиеся в Замковой церкви. Одна из них посвящена городскому старосте Дитриху фон Ринтельну (ум. 1321), на котором покойный изображен в длинном пальто и с семейным гербом, и является старейшим надгробным памятником в Ганновере. Другой, принадлежащий старосте Иоганнесу фон Стенгусу (ум. 1332), его жене Хильдегардис (ум. 1335) и их сыновьям и дочерям, является первым надгробным памятником с изображением семьи в Германии.
Орган в стиле необарокко был построен в мастерской Эмиля Хаммера Оргельбау в 1965 году. Орган имеет 34 регистра, разделенных на три мануала и педаль. В 2011 году он был значительно модернизирован Йоргом Бенте. В 1961 году мастерская Фридриха Вильгельма Шиллинга отлила для Кройцкирхе четыре церковных колокола.